# کی‌ان‌تی‌وی
کی‌ان‌تی‌وی (به انگلیسی: KNTV) یک شبکه تلویزیونی متعلق به ان‌بی‌سی در منطقه خلیج سانفرانسیسکو است. این شبکه اجازه پخش در سان‌خوزه دارد، و مرکز پخش آن جنوب سان‌فرانسیسکو قرار گرفته است. برخی امکانات و تجهیزات آن با ان‌بی‌سی یونیورسال مشترک هستند.